# Lista sezonów Realu Madryt (koszykówka)
Lista sezonów koszykarskiej drużyny Realu Madryt
| Sezon   | Liga ACB   | Puchar Hiszpanii  | Europa                   | Trener                          | Kadra |
| ------- | ---------- | ----------------- | ------------------------ | ------------------------------- | --- |
| 1956-57 | 1 miejsce  | 1 miejsce         | Nie brali udziału        | Ignacio Pinedo                  | Jorge Bonet, William Brindle, Bayin Muratti, Esteban Crespo, Nene Gonzalez, Joaquin Hernandez, Jose Alberto Herreras, Arturo Imedio, Alfonso Martinez, Jose Luis Martinez, Luis Trujillano, Alcantara |
| 1957-58 | 1 miejsce  | Nie brali udziału | Euroliga 1/2 finału      | Ignacio Pinedo                  | Johnny Baez, William Brindle, Topin Casillas, Nene Gonzalez, Joaquin Hernandez, Jose Alberto Herreras, Alfonso Martinez, Jose Luis Martinez, Miquel Puig, Ricardo Saρudo, Luis Trujillano |
| 1958-59 | 2 miejsce  | 1/2 finału        | Euroliga 1/8 finału      | Jacinto Ardevinez               | Johnny Baez, William Brindle, Francisco Capel, Jose De Lluis Cortes, Antonio Diaz Miguel, Nene Gonzalez, Joaquin Hernandez, Jose Alberto Herreras, Francisco Pleguezuelos, Miquel Puig, Tutin |
| 1959-60 | 1 miejsce  | 1 miejsce         | Nie brali udziału        | Pedro Ferrándiz                 | Johnny Baez, Francisco Capel, Jose De Lluis Cortes, Antonio Diaz Miguel, Pepe Laso Castejon, Travis Montgomery, Constantino Nadal, Jordi Parra, Carlos Sevillano |
| 1960-61 | 1 miejsce  | 1 miejsce         | Euroliga 1/2 finału      | Pedro Ferrándiz                 | Jose De Lluis Cortes, Antonio Diaz Miguel, José Ramón Durand, Pepe Laso Castejon, Travis Montgomery, Jordi Parra, Emiliano Rodríguez, Lolo Sainz, Carlos Sevillano, Joseph Louis Sheaff |
| 1961-62 | 1 miejsce  | 1 miejsce         | Euroliga 2 miejsce       | Pedro Ferrándiz                 | Lorenzo Alocen, Jose De Lluis Cortes, Julio Descartin, José Ramón Durand, Wayne Hightower, Llop, Ken McComb, Stan Morrison, Rafael Antonio Palmero, Emiliano Rodríguez, Lolo Sainz, Carlos Sevillano |
| 1962-63 | 1 miejsce  | 2 miejsce         | Euroliga 2 miejsce       | Joaquín Hernández               | Lorenzo Alocen, Bob Burgess, Julio Descartin, Bill Hanson, Arsenio Lope, Clifford Luyk, Rafael Antonio Palmero, Emiliano Rodríguez, Lolo Sainz, Carlos Sevillano |
| 1963-64 | 1 miejsce  | 4 miejsce         | Euroliga 1 miejsce       | Joaquín Hernández               | Emiliano Rodríguez, Clifford Luyk, Bob Burgess, Lolo Sainz, Bill Hanson, Carlos Sevillano, Moncho Monsalve, José Ramón Durand, Julio Descartín, Antonio Palmero, Ignacio San Martín |
| 1964-65 | 1 miejsce  | 1 miejsce         | Euroliga 1 miejsce       | Pedro Ferrándiz                 | Emiliano Rodríguez, Clifford Luyk, Lolo Sainz, Bob Burgess, Jim Scott, Carlos Sevillano, Moncho Monsalve, Julio Descartín, José Ramón Durand, Miguel González, Fernando Modrego, Jorge García |
| 1965-66 | 1 miejsce  | 1 miejsce         | Euroliga 1/4 finału      | Robert Busnel                   | Miles Aiken, Bob Burgess, Julio Descartin, Jim Fox, Jorge Garcνa, Che Gonzalez, Clifford Luyk, Moncho Monsalve, Toncho Nava, Emiliano Rodríguez, Lolo Sainz, Carlos Sevillano |
| 1966-67 | 2 miejsce  | 1 miejsce         | Euroliga 1 miejsce       | Pedro Ferrándiz                 | Emiliano Rodríguez, Clifford Luyk, Miles Aiken, Lolo Sainz, Bob McIntyre, Vicente Ramos, Carlos Sevillano, Moncho Monsalve, Toncho Nava, José Ramón Ramos, Cristóbal Rodríguez, Vicente Paniagua, Ramón Guardiola                                                                                           |
| 1967-68 | 1 miejsce  | 1/2 finału        | Euroliga 1 miejsce       | Pedro Ferrándiz                 | Emiliano Rodríguez, Wayne Brabender, Miles Aiken, Clifford Luyk, Lolo Sainz, Vicente Ramos, Carlos Sevillano, Toncho Nava, José Ramón Ramos, Cristóbal Rodríguez, Vicente Paniagua, Ramón Guardiola |
| 1968-69 | 1 miejsce  | 2 miejsce         | Euroliga 2 miejsce       | Pedro Ferrándiz                 | Miles Aiken, Wayne Brabender, Carmelo Cabrera, Ramon Guardiola, Clifford Luyk, Toncho Nava, Vicente Paniagua, José Ramón Ramos, Vicente Ramos, Emiliano Rodríguez, Cristobal Rodríguez, Rafael Rullán, Carlos Sevillano, Alberto Vipas                                                                      |
| 1969-70 | 1 miejsce  | 1 miejsce         | Euroliga 1/2 finału      | Pedro Ferrándiz                 | Wayne Brabender, Doug Britelle, Carmelo Cabrera, Goizueta, Clifford Luyk, Toncho Nava, Vicente Paniagua, Perera, José Ramón Ramos, Vicente Ramos, Emiliano Rodríguez, Cristobal Rodríguez, Rafael Rullán, Alberto Vipas                                                                                     |
| 1970-71 | 1 miejsce  | 1 miejsce         | Euroliga 1/2 finału      | Pedro Ferrándiz                 | Wayne Brabender, Carmelo Cabrera, Clifford Luyk, TonchoNava, Vicente Paniagua, José Ramón Ramos, Vicente Ramos, Emiliano Rodríguez, Cristobal Rodríguez, Rafael Rullán, Jim Signorile, Juan Tarruella, Norbert Thimm, Alberto Vipas                                                                         |
| 1971-72 | 1 miejsce  | 1 miejsce         | Euroliga 1/2 finału      | Pedro Ferrándiz                 | Wayne Brabender, Carmelo Cabrera, Juan Antonio Corbalan, Clifford Luyk, Toncho Nava, Vicente Paniagua, José Ramón Ramos, Vicente Ramos, Emiliano Rodríguez, Cristobal Rodríguez, Rafael Rullán, Alberto Vipas                                                                                               |
| 1972-73 | 1 miejsce  | 1 miejsce         | Euroliga 1/4 finału      | Pedro Ferrándiz                 | Wayne Brabender, Carmelo Cabrera, Juan Antonio Corbalan, Lopez Vallιs, Clifford Luyk, Merino, Vicente Paniagua, Vicente Ramos, Emiliano Rodríguez, Cristobal Rodríguez, Rafael Rullán, Kepa Segurola, Alberto Vipas                                                                                         |
| 1973-74 | 1 miejsce  | 1 miejsce         | Euroliga 1 miejsce       | Pedro Ferrándiz                 | Wayne Brabender, Clifford Luyk, Walter Szczerbiak, Juan Antonio Corbalán, Rafael Rullán, Vicente Ramos, Cristóbal Rodríguez, Carmelo Cabrera, Vicente Paniagua, Luis María Prada |
| 1974-75 | 1 miejsce  | 1 miejsce         | Euroliga 2 miejsce       | Pedro Ferrándiz                 | Jose Manuel Beiran, Wayne Brabender, Carmelo Cabrera, Juan Antonio Corbalan, Clifford Luyk, Vicente Paniagua, Luis Miguel Prada, Samuel Puente, Vicente Ramos, Cristobal Rodrνguez, Rafael Rullán, Walter Szczerbiak                                                                                        |
| 1975-76 | 1 miejsce  | 2 miejsce         | Euroliga 2 miejsce       | Lolo Sainz                      | Wayne Brabender, Carmelo Cabrera, Juan Antonio Corbalan, John Coughram, Julio Jimenez, Jose Luis Logroρo, Clifford Luyk, Vicente Paniagua, Luis Miguel Prada, Vicente Ramos, Cristobal Rodríguez, Rafael Rullán, Walter Szczerbiak                                                                          |
| 1976-77 | 1 miejsce  | 1 miejsce         | Euroliga 1/2 finału      | Lolo Sainz                      | Wayne Brabender, Carmelo Cabrera, Juan Antonio Corbalan, John Coughram, Juan Manuel López Iturriaga, Clifford Luyk, Vicente Paniagua, Luis Miguel Prada, Vicente Ramos, Cristobal Rodríguez, Fernando Romay, Rafael Rullán, Walter Szczerbiak                                                               |
| 1977-78 | 2 miejsce  | 2 miejsce         | Euroliga 1 miejsce       | Lolo Sainz                      | Wayne Brabender, Walter Szczerbiak, Clifford Luyk, Juan Antonio Corbalán, Rafael Rullán, Fernando Romay, John Coughran, Juan Manuel López Iturriaga, Vicente Ramos, Carmelo Cabrera, Cristóbal Rodríguez, Luis María Prada, Samuel Puente, Joseba Gaztañaga                                                 |
| 1978-79 | 1 miejsce  | 1/2 finału        | Euroliga 1/2 finału      | Lolo Sainz                      | Jose Manuel Beiran, Wayne Brabender, Carmelo Cabrera, Juan Antonio Corbalan, Joseba Gaztaρaga, Juan Manuel López Iturriaga, Randy Meister, Luis Miguel Prada, Josean Querejeta, Cristobal Rodríguez, Rafael Rullán, Walter Szczerbiak                                                                       |
| 1979-80 | 1 miejsce  | 1/4 finału        | Euroliga 1 miejsce       | Lolo Sainz                      | Wayne Brabender, Walter Szczerbiak, Juan Antonio Corbalán, Randy Meister, Rafael Rullán, Fernando Romay, Juan Manuel López Iturriaga, José Luis Llorente, Luis María Prada, Josean Querejeta, José Manuel Beirán, Federico Ramiro                                                                           |
| 1980-81 | 3 miejsce  | 2 miejsce         | Euroliga 1/2 finału      | Lolo Sainz                      | Jim Abromaitis, Wayne Brabender, Juan Antonio Corbalan, Indio Diaz, Jose Luis Llorente, Juan Manuel López Iturriaga, Randy Meister, Luis Miguel Prada, Federico Ramiro, Fernando Romay, Rafael Rullán |
| 1981-82 | 1 miejsce  | 2 miejsce         | Puchar Saporty 2 miejsce | Lolo Sainz                      | Fernando Martin Espina, Wayne Brabender, Joseph Chmelich, Juan Antonio Corbalan, Mirza Delibašić, Fernando Romay, Indio Diaz, Ignacio Diaz, Jose Luis Llorente, Juan Manuel López, Rafael Rullan |
| 1982-83 | 2 miejsce  | 1/2 finału        | Euroliga 1/2 finału      | Lolo Sainz                      | Drazen Dalipagic, Mirza Delibašić, Fernando Martin Espina, Wayne Brabender, Juan Antonio Corbalan, Guillermo Hernangomez, Jose Luis Llorente, Jose Beiran, Juan Manuel López, Fernando Romay, Rafael Rullan                                                                                                 |
| 1983-84 | 1 miejsce  | 3 miejsce         | Puchar Saporty 1 miejsce | Lolo Sainz                      | Juan Antonio Corbalan, Brian Jackson, Fernando Martín, Wayne Robinson, Rafael Rullan, Fernando Romay, Juan Manuel López Iturriaga, Antonio Martín, Francisco Jose Velasco, Juan Antonio Orenga, Wilson Simon                                                                                                |
| 1984-85 | 1 miejsce  | 1 miejsce         | Euroliga 2 miejsce       | Lolo Sainz                      | Brian Jackson, Fernando Martin Espina, Juan Manuel Iturriaga, Wayne Robinson, Juan Antonio Corbalan, Alfonso Del Corral, Fernando Romay, Jose Biriukov, Antonio Martin Espina, Francisco Velasco, Rafael Rullan                                                                                             |
| 1985-86 | 1 miejsce  | 1 miejsce         | Euroliga 1/2 finału      | Lolo Sainz                      | Jose Biriukov, Marcos Carbonell, Juan Antonio Corbalan, Alfonso Del Corral, Juan Antonio Hernández, Juan Manuel López Iturriaga, Antonio Martin Espina, Fernando Martin Espina, Wayne Robinson, Marcos Rodríguez Gamboa, Fernando Romay, Rafael Rullan Ribera, Linton Townes                                |
| 1986-87 | 4 miejsce  | 1/4 finału        | Euroliga 1/2 finału      | Lolo Sainz                      | Jose Biriukov, Bradley Branson, Josep Cargol, Juan Antonio Corbalan, Alfonso Del Corral, Juan Manuel López Iturriaga, Fernando Mateo, Fernando Romay, Quique Ruiz, Rafael Rullán, Larry Spriggs, Andres Valdivieso                                                                                          |
| 1987-88 | 2 miejsce  | 2 miejsce         | Puchar Koracza 1 miejsce | Lolo Sainz                      | Wendell Alexis, Fernando Martín Espina, Brad Branson, Fernando Romay, Juan Antonio Corbalan, Jose Biriukov, Jose Luis Llorente, Juan Manuel López Iturriaga, Pep Cargol, Antonio Martín, Alfonso Del Corral                                                                                                 |
| 1988-89 | 2 miejsce  | 1 miejsce         | Puchar Saporty 1 miejsce | Lolo Sainz                      | Dražen Petrović, Johnny Rogers, Fernando Martín Espina, Jose Biriukov, Antonio Martín, Pep Cargol, Fernando Romay, Jose Luis Llorente, Enrique Villalobos, Javi Perez, Miguel Angel Cabral, Carlos Garcia                                                                                                   |
| 1989-90 | 3 miejsce  | 1/2 finału        | Puchar Saporty 2 miejsce | George Karl                     | Jose Biriukov, Antonio Martin Espina, Fernando Martin Espina, Demetrius A Jackson, Anthony Frederick, José Ortiz, Michael Anderson, Josep Cargol, Ben McDonald, Jose Llorente, Fernando Romay, Enrique Villalobos, Miguel Cabral, Dennis Nutt, Javier Pirez, Ismael Santos                                  |
| 1990-91 | 5 miejsce  | 4 miejsce         | Puchar Koracza 2 miejsce | Ignacio Pinedo, Wayne Brabender | Antonio Martin Espina, Demetrius A Jackson, Ismael Santos, Jose Biriukov, Carl Herrera, Tim Singleton, Stanley Roberts, Jose Llorente, Josep Cargol, Enrique Villalobos, Jose Silva, Fernando Romay, Juan Aisa, Tomas Gonzalez                                                                              |
| 1991-92 | 2 miejsce  | 1/4 finału        | Puchar Saporty 1 miejsce | George Karl, Clifford Luyk      | Rickey Brown, Mark Simpson, Jose Biriukov, Antonio Martín, Fernando Romay, Jose Miguel Antunez, Pep Cargol, Jose Luis Llorente, Enrique Villalobos, Jonatan Angel Ojeda, José María Silva, Tomás González                                                                                                   |
| 1992-93 | 1 miejsce  | 1 miejsce         | Euroliga 4 miejsce       | Clifford Luyk                   | José Miguel Antúnez, Jose Biriukov, Rickey Brown, Josep Cargol, Jose Lasa, Antonio Martνn Espina, Fernando Romay, Arvydas Sabonis, Ismael Santos, Mark Simpson, Joe Wallace |
| 1993-94 | 1 miejsce  | 1/2 finału        | Euroliga 1/4 finału      | Clifford Luyk                   | José Miguel Antúnez, Joe Arlauckas, Jose Biriukov, Josep Cargol, Martin Fernando Ferrer, Javier Javier García Coll, Rimas Kurtinaitis, José Lasa, Antonio Martin Espina, Juan Ignacio Romero, Arvydas Sabonis, Ismael Santos                                                                                |
| 1994-95 | 3 miejsce  | 1/2 finału        | Euroliga 1 miejsce       | Željko Obradović                | Arvydas Sabonis, Joe Arlauckas, Antonio Martín Espina, José Lasa, Ismael Santos, Javier García Coll, Jose Biriukov, José Miguel Antúnez, Martín Ferrer, Pep Cargol, Juan Ignacio Romero, Roberto Nuñez, José María Silva                                                                                    |
| 1995-96 | 5 miejsce  | 1/2 finału        | Euroliga 4 miejsce       | Željko Obradović                | Santi Abad, José Miguel Antúnez, Joe Arlauckas, Martin Fernando Ferrer, Javier Garcia Coll, Pablo Laso, Nikola Lončar, Juan Antonio Morales, Juan Ignacio Romero, Ismael Santos, Zoran Savić, Mike Smith |
| 1996-97 | 2 miejsce  | 1/4 finału        | Puchar Saporty 1 miejsce | Željko Obradović                | Dejan Bodiroga, Joe Arlauckas, Alberto Herreros, Mike Smith, Juan Antonio Morales, Juan Antonio Orenga, Alberto Angulo, Jose Miguel Antunez, Ismael Santos, Roberto Nunez, Pablo Laso, Lorenzo Sanz |
| 1997-98 | 3 miejsce  | 1/4 finału        | Euroliga 1/16 finału     | Miguel Fernandez, Tirso Lorente | Alberto Angulo, Jose Miguel Antunez, Joe Arlauckas, Dejan Bodiroga, Antonio Bueno, Alberto Herreros, Pablo Laso, Bobby Martin, Michaił Michajłow, Juan Antonio Orenga, Carlos Rodríguez, Paul Rogers, Ismael Santos, Lorenzo Sanz, Mike Smith, Rolf Van Rijn, Lucas Victoriano                              |
| 1998-99 | 3 miejsce  | 1/2 finału        | Euroliga 1/4 finału      | Clifford Luyk                   | Alberto Angulo, Tanoka Beard, Alberto Herreros, Jose Lasa, Sergio Luyk, Bobby Martin, Ismael Santos, Eric Struelens, Lucas Victoriano, Antonio Bueno, Iker Iturbe, Héctor García |
| 1999-00 | 1 miejsce  | 1/4 finału        | Euroliga 1/8 finału      | Sergio Scariolo                 | Aleksandar Đorđević, Alberto Herreros, Alberto Angulo, Brent Scott, Keith Jennings, Eric Struelens, Andrew Betts, Mikkel Larsen, Jose Luis Galilea, Lucio Angulo, Hans-Jόrgen Gnad, Iker Iturbe, Michaił Michajłow, Roberto Nípez, Darνo Quesada, Ariel Eslava, Víctor Férriz                               |
| 2000-01 | 2 miejsce  | 2 miejsce         | Euroliga 1/4 finału      | Sergio Scariolo                 | Alberto Angulo, Lucio Angulo, Aleksandar Đorđević, Alberto Herreros, Iker Iturbe, Raul Lopez, Erick Meek, Marko Milič, Roberto Nϊρez, Eric Struelens, Lucas Victoriano, Jiří Zídek, Ariel Eslava, Daniel López                                                                                              |
| 2001-02 | 5 miejsce  | 1/4 finału        | Euroliga 1/4 finału      | Sergio Scariolo                 | Alberto Angulo, Lucio Angulo, Stefano Attruia, Aleksandar Đorđević, Eduardo Hernández-Sonseca, Alberto Herreros, Iker Iturbe, Topo Llorente, Raόl Lopez, Eric Struelens, Žan Tabak, Dragan Tarlać, Dušan Vukčević, Jean Marc Jaumin, Maciej Lampe, Alberto Fιrriz, Raul Mena                                |
| 2002-03 | 10 miejsce | 1/4 finału        | Euroliga 1/16 finału     | Javier Imbroda                  | Derrick Alston, Lucio Angulo, Alain Digbeu, Michael Hawkins, Eduardo Hernαndez-Sonseca, Alberto Herreros, Damir Mulaomerović, Alex Mumbrú, Roberto Nupez, Alfonso Reyes, Dragan Tarlać, Lucas Victoriano, Maciej Lampe, Raul Mena, Samuel Nadeau, Enrique Suárez                                            |
| 2003-04 | 6 miejsce  | 1/4 finału        | Puchar ULEB 2 miejsce    | Julio Lamas                     | Kaspars Kambala, Elmer Bennett, Andonis Fotsis, Alberto Herreros, Pat Burke, Alberto Aspe, Antonio Bueno, Lucas Victoriano, Eduardo Lorrenzo, Alex Mumbrú, Roberto Nípez, Alfonso Reyes, Mario Stojić |
| 2004-05 | 1 miejsce  | 2 miejsce         | Euroliga 1/8 finału      | Božidar Maljković               | Louis Bullock, Justin Hamilton, Elmer Bennett, Felipe Reyes, Mickaël Gelabale, Andonis Fotsis, Mustapha Sonko, Pat Burke, Alberto Herreros, Axel Hervelle, Antonio Bueno, Jay Larranaga, Mario Stojić |
| 2005-06 | 6 miejsce  | 1/2 finału        | Euroliga 1/4 finału      | Božidar Maljković               | Louis Bullock, Josh Fisher, Hector Garcνa, Mickaël Gelabale, Venson Hamilton, Eduardo Hernandez-Sonseca, Axel Hervelle, Igor Rakočević, Felipe Reyes Cabanas, Alex Scales, Nedžad Sinanović, Moustapha Sonko, Marko Tomas, Filip Widenow, Oscar Gonzalez, Richard N'Guema                                   |
| 2006-07 | 1 miejsce  | 2 miejsce         | Puchar ULEB 1 miejsce    | Joan Plaza                      | Charles Smith, Louis Bullock, Raül López, Axel Hervelle, Kerem Tunçeri, Marko Tomas, Felipe Reyes, Alex Mumbrú, Eduardo Hernandez-Sonseca, Blagota Sekulić, Ratko Varda, Venson Hamilton, Nedžad Sinanović, Richard Nguema, Marko Milič, Jan Martín, Pablo Aguilar                                          |
| 2007-08 | 5 miejsce  | 1/2 finału        | Euroliga 1/8 finału      | Joan Plaza                      | Charles Smith, Louis Bullock, Raül López, Axel Hervelle, Kerem Tunçeri, Marko Tomas, Felipe Reyes, Alex Mumbrú, Lazaros Papadopulos, Venson Hamilton, Mihalis Pelekanos, Blagota Sekulić, Iker Iturbe |
| 2008-09 | 4 miejsce  | 1/4 finału        | Euroliga 1/4 finału      | Joan Plaza                      | Jeremiah Massey, Kennedy Winston, Louis Bullock, Raül López, Felipe Reyes, Axel Hervelle, Tomas van den Spiegel, Sergio Llull, Alex Mumbrú, Marko Tomas, Venson Hamilton, Miguel Molina, Nikola Mirotić, Jorge Santana, Pepe Sánchez, Quinton Hosley, Lazaros Papadopulos                                   |
| 2009-10 | 3 miejsce  | 2 miejsce         | Euroliga 1/4 finału      | Ettore Messina                  | Louis Bullock, Felipe Reyes, Tomas van den Spiegel, Sergio Llull, Alberto Jódar, Miguel Molina, Victor Arteaga, Pablo Prigioni, Darjuš Lavrinovič, Jorge Garbajosa, Novica Veličković, Sergi Vidal, Travis Hansen, Rimantas Kaukenas, Marko Jarić, Ante Tomić, Axel Hervelle, Vladimir Dašić, Morris Almond |
| 2010-11 | 3 miejsce  | 2 miejsce         | Euroliga 4 miejsce       | Ettore Messina, Emanuele Molin  | Felipe Reyes, Sergio Llull, Pablo Prigioni, Jorge Garbajosa, Novica Veličković, Sergi Vidal, Ante Tomić, Sergio Rodríguez, D’or Fischer, Mirza Begić, Nikola Mirotić, Carlos Suárez, Clay Tucker |
| 2011-12 | 2 miejsce  | 1 miejsce         | Euroliga 1/8 finału      | Pablo Laso                      | Felipe Reyes, Sergio Llull, Novica Veličković, Ante Tomić, Sergio Rodríguez, Mirza Begić, Nikola Mirotić, Carlos Suárez, Jaycee Carroll, Martynas Pocius, Kyle Singler, Jorge Sanz, Serge Ibaka |
| 2012-13 | 1 miejsce  | 1/4 finału        | Euroliga 2 miejsce       | Pablo Laso                      | Felipe Reyes, Sergio Llull, Sergio Rodríguez, Mirza Begić, Nikola Mirotić, Carlos Suárez, Jaycee Carroll, Martynas Pocius, Rudy Fernández, Dontaye Draper, Marcus Slaughter, Rafael Hettsheimeir, Tremmell Darden                                                                                           |
| 2013-14 | 2 miejsce  | 1 miejsce         | Euroliga 2 miejsce       | Pablo Laso                      | Felipe Reyes, Sergio Llull, Sergio Rodríguez, Nikola Mirotić, Jaycee Carroll, Rudy Fernández, Dontaye Draper, Marcus Slaughter, Tremmell Darden, Joanis Burusis, Salah Mejri, Daniel Díez, Alberto Martin, Jonathan Barreiro                                                                                |
| 2014-15 | 1 miejsce  | 1 miejsce         | Euroliga 1 miejsce       | Pablo Laso                      | Felipe Reyes, Sergio Llull, Sergio Rodríguez, Jaycee Carroll, Rudy Fernández, Marcus Slaughter, Joanis Burusis, Salah Mejri, Facundo Campazzo, K.C. Rivers, Jonas Mačiulis, Andrés Nocioni, Gustavo Ayón |